# Combinado do Amor
O Grêmio Recreativo Cultural Escola de Samba Combinado do Amor é a mais antiga escola de samba da cidade de Niterói.
Foi tri-campeã dos desfiles oficiais no Carnaval de Niterói. É também uma das mais antigas agremiações do país.
Foi três vezes campeã em 1954, 1955 e 1961, oito vezes vice campeã, em 1949, 1953, 1956, 1957, 1959, 1965, 1970 e 1973 e por cinco vezes terceira colocada, em 1960, 1962, 1963, 1971 e 2017. Foi também três vezes campeã do segundo grupo, e uma vez campeã do terceiro grupo, em 2015.

## História
Foi a primeira escola de Niterói a cruzar a desfilar no Carnaval  da Cidade do Rio de Janeiro, embora não tenha obtido classificação.
A agremiação tem em seu histórico figuras marcantes como Paula do Salgueiro (que foi revelada na escola) , Maria da Graça, passista muito premiada na cidade, considerada a melhor passista do carnaval de 1980, a Rainha do Carnaval da Cidade neste mesmo ano: Eliane de Moraes e também Aroldo Melodia, ilustre intérprete do carnaval carioca, em 1984.
Com a paralisação do Carnaval em 1996, a escola deixou de desfilar, ficando em inatividade entre 1996 e 2012, voltando à avenida apenas em 2014, sendo que retornou em 2013 no desfile de avaliação, onde foi aprovada. Em 2014, desfilou no Grupo Especial de Enredo (onde desfilam atualmente os blocos da cidade), grupo este onde conquistou um vice-campeonato e o título em 2015. Em 2016, venceu o segundo grupo, sacramentando sua volta ao grupo principal do carnaval niteroiense.

## Seguimentos

### Presidentes
| Ano             | Ref    | Presidente                |
| --------------- | ------ | ------------------------- |
| 1962            | [ 8 ]  | Antônio Marques           |
| 1975            | [ 9 ]  | Santos                    |
| 1976 - 1978     | [ 10 ] | Décio Pinto               |
| 1979            | [ 11 ] | Lilico                    |
| 1980            | [ 12 ] | Fred Maciel               |
| 1981 - 1982     | [ 13 ] | Zezinho Silva             |
| 1989-1992       | [ 14 ] | Carlos Alberto dos Santos |
| 1994-1995       |        | Joaquim Freire            |
| 2013-atualmente | [ 15 ] | Carlos Xororó             |

### Mestres de Bateria
| Ano            | Mestre                           | Ref    |
| -------------- | -------------------------------- | ------ |
| 1982           | Mestre Charuto                   | [ 16 ] |
| 1983-1985      | Mestre Eureca                    | [ 17 ] |
| 1986           | Mestres Eureca, Bebeto e Charuto | [ 18 ] |
| 1990           | Mestre Elizé e Dudu              | [ 19 ] |
| 2016           | Mestre Mica                      | [ 20 ] |
| 2017-2018-2019 | Mestre Galão                     |        |

### Corte de bateria
| Ano        | Rainha        | Ref. |
| ---------- | ------------- | ---- |
| 2014-2018  | Joyce Martins |      |
| 2019-atual | Rafaella Mell |      |

### Casal de Mestre-sala e Porta-bandeira
| Ano               | Nome                               | Ref.   |
| ----------------- | ---------------------------------- | ------ |
| 1975              | Otacílio e Sônia                   | [ 21 ] |
| 1980 - 1981       | Niltinho e Mariazinha              | [ 22 ] |
| 1982              | Pedro e Zenilda                    | [ 23 ] |
| 1983-1985         | Pedro e Netinha                    | [ 17 ] |
| 1986-1989         | Salvador e Diná                    | [ 18 ] |
| 1990              | Wiliam e Negah                     | [ 19 ] |
| 2014 - 2018       | Marcinho Simpatia e Elaine Vicente | [ 24 ] |
| 2019 - atualidade | Edmar e Elisângela                 |        |

## Carnavais
| Ano                                                                          | Colocação               | Grupo                                                | Enredo | Carnavalesco                             | Intérprete                            | Ref                  |
| ---------------------------------------------------------------------------- | ----------------------- | ---------------------------------------------------- | --- | ---------------------------------------- | ------------------------------------- | -------------------- |
| 1946                                                                         |                         | Único                                                | |                                          |                                       |                      |
| 1947                                                                         |                         | Único                                                | Boa Noite | Moacir Rocha                             |                                       | [ 25 ]               |
| 1948                                                                         |                         |                                                      | |                                          |                                       |                      |
| 1949                                                                         | Vice-Campeã             | Único                                                | |                                          |                                       | [ 26 ]               |
| 1950                                                                         |                         |                                                      | |                                          |                                       |                      |
| 1951                                                                         | Não Houve Desfile       |                                                      | |                                          |                                       | [ 27 ]               |
| 1952                                                                         | Não Houve Classificação | SuperCampeonato (Primeira divisão do Rio de Janeiro) | Marinha do Brasil |                                          |                                       | [ 2 ]                |
| 1953                                                                         | Desclassificada         | SuperCampeonato (Primeira divisão do Rio de Janeiro) | |                                          |                                       | [ 28 ]               |
| 1953                                                                         | Vice-Campeã             | Especial                                             | |                                          |                                       | [ 29 ]               |
| 1954                                                                         | Campeã                  | Especial                                             | |                                          |                                       | [ 30 ]               |
| 1955                                                                         | Campeã                  | Especial                                             | |                                          |                                       | [ 30 ]               |
| 1956                                                                         | Vice-Campeã             | Especial                                             | Deus Marte |                                          |                                       | [ 31 ]               |
| 1957                                                                         | Vice-Campeã             | Especial                                             | |                                          |                                       | [ 32 ]               |
| 1958                                                                         | 4 Lugar                 | Especial                                             | |                                          |                                       | [ 33 ]               |
| 1959                                                                         | Vice-Campeã             | Especial                                             | |                                          |                                       | [ 34 ]               |
| 1960                                                                         | 3 Lugar                 | Especial                                             | |                                          |                                       | [ 35 ]               |
| 1961                                                                         | Campeã                  | Especial                                             | Samba em Brasília numa noite de estrelas |                                          |                                       | [ 35 ] [ 30 ]        |
| 1962                                                                         | 3 Lugar                 | Especial                                             | Um Baile na Corte Imperial |                                          |                                       | [ 36 ] [ 37 ]        |
| 1963                                                                         | 3 Lugar                 | Especial                                             | |                                          |                                       | [ 38 ]               |
| 1964                                                                         |                         | Especial                                             | Holandeses no Brasil |                                          |                                       | [ 39 ]               |
| 1965                                                                         | Vice-Campeã *           | Especial                                             | O Gato de Botas |                                          |                                       | [ 40 ]               |
| 1966                                                                         |                         |                                                      | |                                          |                                       |                      |
| 1967                                                                         |                         | Especial                                             | Reinado da Flor |                                          |                                       | [ 41 ]               |
| 1968                                                                         |                         |                                                      | |                                          |                                       |                      |
| 1969                                                                         |                         |                                                      | |                                          |                                       |                      |
| 1970                                                                         | Vice-Campeã             | Especial                                             | |                                          |                                       | [ 42 ]               |
| 1971                                                                         | 3 Lugar                 | Especial                                             | Os grandes amores da História |                                          |                                       | [ 43 ]               |
| 1972                                                                         | 6 Lugar                 | Especial                                             | Amada Bahia de Caymme e Amedo | Marcos Reis e Nilton Feitosa             |                                       | [ 44 ]               |
| 1973                                                                         | Vice - Campeã           | Especial                                             | Exaltação à Niterói |                                          |                                       | [ 45 ]               |
| 1974                                                                         | 5 Lugar                 | Especial                                             | Do Lundu à Tropicália Compositor: Bill |                                          |                                       | [ 46 ] [ 47 ]        |
| 1975                                                                         | 5 Lugar                 | Especial                                             | Reino Musical de Vila Lobos | Marcos Reis e Prof. Fernando             |                                       | [ 48 ] [ 49 ]        |
| 1976                                                                         |                         | Especial                                             | Ary Barroso, Glória da Música Brasileira Compositor: Waltinho do Pagode | Professor Marcos Reis                    |                                       | [ 51 ]               |
| 1977                                                                         | 4 Lugar                 | Especial                                             | O samba roda, nas cantigas de roda! Compositor: Nelsinho | Carlinhos                                |                                       | [ 52 ]               |
| 1978                                                                         | 4 Lugar                 | Especial                                             | 80 anos do Cinema nacional Compositor: Billiot | Marcos Reis e Carlos Ribeiro             |                                       | [ 53 ]               |
| 1979                                                                         | 5 Lugar                 | Especial                                             | Maeh Vera Guaçu Compositora: Maria Xavier | Marcos Reis e Carlos Ribeiro             | Lizethe Vieira                        | [ 54 ] [ 55 ]        |
| 1980                                                                         | 4 Lugar                 | Especial                                             | Carnaval: O Maior Espetáculo da Terra Compositor: Eurípedes Borba | Marcílio Pinto                           | Carlinhos Simpatia e Jorginho Melodia | [ 56 ] [ 57 ]        |
| 1981                                                                         | 5 Lugar                 | Especial                                             | Danças e Folguedos Compositor: Agenor Madureira |                                          | Biriba                                | [ 58 ] [ 59 ] [ 60 ] |
| 1982                                                                         | Recurso                 | Especial                                             | Ai que Saudades da Amélia Compositor: Maurinho, Chiquinho e Timbu | Floriano Carvalho                        |                                       | [ 61 ]               |
| 1983                                                                         | 8 Lugar                 | Especial                                             | Histórias dos Grandes Amores Compositores: Kléber e Carlos | Marcos Reis                              |                                       | [ 62 ] [ 63 ]        |
| 1984                                                                         | 3 Lugar                 | Especial                                             | Memórias de Ponciano Barbaça | P.C. Cardoso                             | Aroldo Melodia                        | [ 64 ] [ 65 ]        |
| 1985                                                                         | 5 Lugar                 | Especial                                             | Alto Lá! Esta Terra tem Dono! Compositores: Bill, Dom Jorge e Jaime | P.C. Cardoso                             |                                       | [ 66 ]               |
| 1986                                                                         | 4 Lugar                 | Especial                                             | Danças das Horas | Evans Brito                              |                                       | [ 67 ]               |
| 1987                                                                         | Não desfilou            | Não desfilou                                         | Não desfilou | Não desfilou                             | Não desfilou                          | [ 68 ]               |
| 1988                                                                         | Campeã                  | Acesso                                               | |                                          |                                       | [ 69 ]               |
| 1989                                                                         | Não Desfilou            | Especial                                             | |                                          |                                       | [ 70 ]               |
| 1990                                                                         |                         | Especial                                             | Negro: A sua Cultura é sua Libertação! Compositor: Côco | Wagner                                   | Azul do Samba e Crioullo              | [ 19 ]               |
| 1991                                                                         |                         | Especial                                             | Quem é Bom Nasce Feito! |                                          |                                       | [ 71 ]               |
| 1992                                                                         |                         | Especial                                             | MPB4 - Arte e Resistência | Marcos Madeira, Marcos Waldemar e Gomide |                                       | [ 72 ] [ 73 ]        |
| 1993                                                                         | 8 Lugar                 | Especial                                             | |                                          |                                       | [ 74 ]               |
| 1994                                                                         | 3 Lugar                 | Acesso                                               | Das Cores do Amor, do Sol e da Chuva. | Carlinhos e Paulinho                     | Lena Alves                            | [ 75 ] [ 76 ] [ 77 ] |
| 1995                                                                         | Campeã                  | Acesso                                               | Uma Festa Negra Para um Herói Negro |                                          | Lena Alves                            | [ 75 ]               |
| 1996                                                                         | Não Houve Desfile       | Especial                                             | O Circo através dos Tempos | Marcos e Carlinhos                       | Lena Alves                            | [ 78 ]               |
| Não desfilou entre 1996 e 2012.                                              |                         |                                                      | |                                          |                                       |                      |
| 2013                                                                         | APROVADA                | Grupo de Avaliação                                   | |                                          | Lena Alves                            | [ 79 ]               |
| 2014                                                                         | Vice-Campeã             | Grupo de Enredo                                      | Combinado do Amor: 78 Anos de História e tradição no Caramujo Negro Compositores: Aderbal, Pablo, Gilberto Mgayver e Carlão Magayver                                                    | Professor Mariano                        | Lena Alves                            | [ 80 ] [ 81 ]        |
| 2015                                                                         | Campeã                  | Grupo de Enredo                                      | Do Fogo ao Amanhecer de um novo dia, com muito amor e gentileza o combinado traz o Circo para a Rua Compsitores: Gegê Fernandes, Tico, Fanino, Niu Souza, Zé Antônio, Angélicae Rafael. | Júnior Bombom                            | Lena Alves                            | [ 82 ] [ 20 ]        |
| 2016                                                                         | Campeã                  | Acesso                                               | Clara Nunes: A tal mineira! Compositores: Gegê Fernandes e Lena Alves | Índio Garcia                             | Lena Alves                            | [ 83 ]               |
| 2017                                                                         | 3 Lugar                 | Especial                                             | Ubuntu Compositores: Gegê Fernandes e Lena Alves | Índio Garcia                             | Lena Alves e Gegê Fernandes           | [ 84 ]               |
| 2018                                                                         | 5• lugar                | Especial                                             | "Da África à negra Bahia" Ecoam os tambores: raça, fé , cultura e sabores. | Índio Garcia                             | Wagner do Vale                        | [ 85 ]               |
| 2019                                                                         | 9 Lugar (rebaixada)     | Especial                                             | Vital, o cientista do Brasil | Enisilva                                 | Wagner do Vale                        |                      |
| 2020                                                                         | Vice-Campeã             | Grupo B                                              | A Combinado é a feira na Avenida | Júnior Bombom                            | Wagner do Vale e Lena Alves           | [ 86 ] [ 87 ] [ 88 ] |
| Os desfiles do Carnaval 2021 foram cancelados devido a pandemia de Covid-19. |                         |                                                      | |                                          |                                       |                      |
| 2022                                                                         | 10º lugar (rebaixada)   | Grupo A                                              | Nictherói do passado ao futuro espelho para o mundo | Comissão de Carnaval                     | Wagner do Vale e Lena Alves           | [ 89 ]               |
| 2023                                                                         |                         | Grupo B                                              | Dança das Horas | Comissão de Carnaval                     | Wagner do Vale e Lena Alves           |                      |
| 2024                                                                         |                         |                                                      | | Comissão de Carnaval                     | Wagner do Vale                        |                      |
| 2025                                                                         |                         |                                                      | | Comissão de Carnaval                     | Wagner do Vale                        |                      |
| 2026                                                                         |                         |                                                      | | Comissão de Carnaval                     | Wagner do Vale                        |                      |

## Prêmios
| Ano  | Grupo           | Prêmio              | Premiação                 | Agraciado        | Ref    |
| ---- | --------------- | ------------------- | ------------------------- | ---------------- | ------ |
| 1957 | Especial        | Comissão            | Melhor Sambista           | Paula            | [ 32 ] |
| 1978 | Especial        | Troféu Galo         | Melhor Alegoria           |                  | [ 90 ] |
| 1978 | Especial        | Troféu Galo         | Revelação                 | Passistas Mirins | [ 90 ] |
| 1979 | Especial        | Troféu Galo de Ouro | Melhor Comissão de Frente |                  | [ 91 ] |
| 1979 | Especial        | Troféu Galo de Ouro | Melhor Intérprete         |                  | [ 91 ] |
| 1980 | Especial        | Troféu Galo de Ouro | Melhor Passista           | Maria da Graça   | [ 22 ] |
| 1980 | Especial        | Troféu Galo de Ouro | Homenagem - Baiana        | Alaide           | [ 22 ] |
| 1981 | Especial        | Troféu Galo de Ouro | Homenagem - Baiana        | Marina Castel    | [ 92 ] |
| 1981 | Especial        | Troféu Galo de Ouro | Passista Mirim            | Laysa            | [ 92 ] |
| 1986 | Especial        | Troféu Galo de Ouro | Melhor Casal              |                  | [ 93 ] |
| 1986 | Especial        | Troféu Galo de Ouro | Melhor Ala                | Sobrenatural     | [ 93 ] |
| 1995 | Acesso          | Troféu Galo de Ouro | Melhor Escola             |                  | [ 94 ] |
| 2013 | Avaliação       | Troféu Cadência     | FEZ A DIFERENÇA           | Carlos Xororó    | [ 15 ] |
| 2014 | Grupo de Enredo | Troféu Cadência     | Melhor Enredo             |                  | [ 95 ] |
| 2014 | Grupo de Enredo | Troféu Cadência     | Melhor Samba              |                  | [ 95 ] |
| 2014 | Grupo de Enredo | Troféu Cadência     | Melhor Bateria            |                  | [ 95 ] |
| 2014 | Grupo de Enredo | Troféu Cadência     | Melhor Desfile            |                  | [ 95 ] |
| 2015 | Grupo de Enredo | Prêmio Jorge Lafond | Campeã                    |                  | [ 96 ] |
| 2016 | Acesso          | Prêmio Jorge Lafond | Campeã                    |                  | [ 97 ] |
| 2016 | Acesso          | Enquete Popular     | Melhor Samba Enredo       |                  | [ 95 ] |
| 2016 | Acesso          | Troféu RADAR        | Melhor Escola             |                  | [ 98 ] |
| 2016 | Acesso          | Troféu RADAR        | Conjunto de Fantasias     |                  | [ 98 ] |
| 2016 | Acesso          | Troféu RADAR        | Melhor Intérprete         | Lena Alves       | [ 98 ] |
| 2016 | Acesso          | Troféu RADAR        | Destaque do Ano           | Caros Xororó     | [ 98 ] |
| 2016 | Acesso          | Troféu UESBCN       | Fantasias                 |                  | [ 99 ] |
| 2016 | Acesso          | Troféu UESBCN       | Velha Guarda              |                  | [ 99 ] |
| 2016 | Acesso          | Troféu UESBCN       | Melhor Agremiação         |                  | [ 99 ] |